# Charlie Conerly

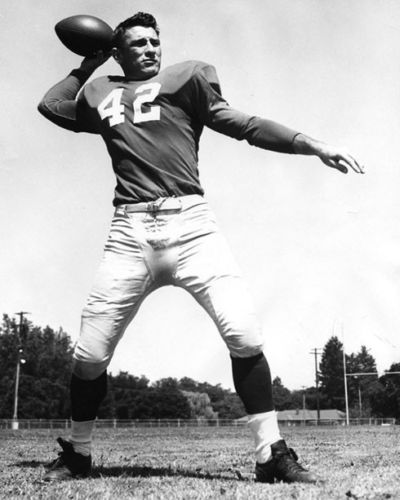
Charlie com a camisa dos Giants.

Charles Albert Conerly Jr. (Clarksdale, Mississippi, 19 de setembro de 1921 — Memphis, Tennessee, 13 de fevereiro de 1996) foi um jogador profissional de futebol americano que atuou como quarterback na National Football League (NFL) pelo New York Giants de 1948 a 1961. Conerly jogou futebol universitário por Ole Miss Rebels e foi incluído no College Football Hall of Fame em 1966. Ele foi casado com Perian Conerly, uma colunista esportiva do The New York Times. Ele foi campeão do NFL Championship Game em 1956.

## Estatísticas
- TD–INT: 173–167
- Jardas aéreas: 19 488
- Passer rating: 68,2